# Рови
Рови́ — село в Україні, у Димерській селищній громаді Вишгородського району Київської області, колишній центр сільської ради. Населення становить 159 осіб (станом на 2001 рік). Село розташоване на південному сході Вишгородського району, за 32,3 кілометра від районного центру.

## Географія
Село Рови лежить за 32,3 км на північ від районного центру, фізична відстань до Києва — 32,3 км.
| Клімат Ровів            | Клімат Ровів | Клімат Ровів | Клімат Ровів | Клімат Ровів | Клімат Ровів | Клімат Ровів | Клімат Ровів | Клімат Ровів | Клімат Ровів | Клімат Ровів | Клімат Ровів | Клімат Ровів | Клімат Ровів |
| Показник                | Січ.         | Лют.         | Бер.         | Квіт.        | Трав.        | Черв.        | Лип.         | Серп.        | Вер.         | Жовт.        | Лист.        | Груд.        | Рік          |
| Середній максимум, °C   | −2,7         | −1,3         | 3,9          | 13,5         | 20,5         | 23,7         | 24,7         | 24,0         | 19,1         | 12,1         | 4,5          | 0,0          | 11,8         |
| Середня температура, °C | −5,6         | −4,5         | 0,4          | 8,7          | 15,1         | 18,4         | 19,5         | 18,6         | 14,1         | 8,1          | 2,0          | −2,4         | 7,7          |
| Середній мінімум, °C    | −8,5         | −7,6         | −3,1         | 4,0          | 9,8          | 13,1         | 14,3         | 13,3         | 9,1          | 4,1          | −0,5         | −4,7         | 3,6          |
| Норма опадів, мм        | 42           | 37           | 35           | 47           | 51           | 77           | 86           | 66           | 51           | 38           | 47           | 47           | 624          |
| ----------------------- | ------------ | ------------ | ------------ | ------------ | ------------ | ------------ | ------------ | ------------ | ------------ | ------------ | ------------ | ------------ | ------------ |
| Джерело:                |              |              |              |              |              |              |              |              |              |              |              |              |              |

## Історія
Л. Похилевич писав, що поселення виникло у 1849 році, коли поміщик Юліан Новошицький придбав у Василя Іскри землі та переселив сюди придбаних ним кріпосних селян.

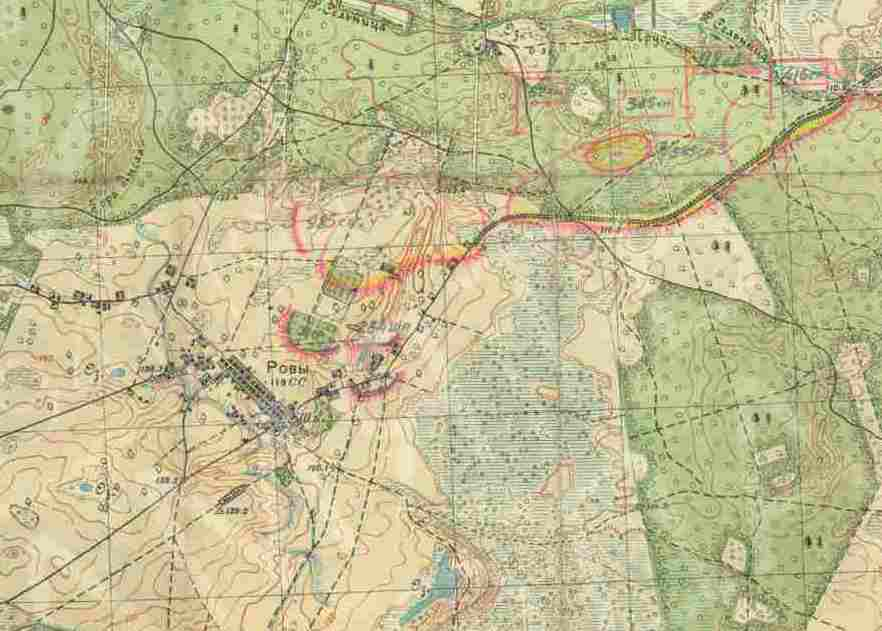
Карта боїв 1943 року

У ніч на 26 вересня 1943 року частини 226-ї стрілецької дивізії на підручних засобах форсували Дніпро і захопили плацдарм на його правому березі, в районі села Ясногородка Київської області. Село Рови було звільнене о 14:00 14 жовтня 1943 року силами 985 сп 226 сд РККА:
Стремительно отбив три атаки, с большими для врага потерями и в 14:00 овладели д. Ровы.
Протягом боїв 14—16 жовтня село Рови переходило декілька раз з рук в руки. Частини 226-ї дивізії вели запеклі бої в районі с. Рови з 14 жовтня по 3 листопада 1943-року. 3 листопада 226-та дивізія перейшла в наступ в напрямку сіл Розтісне, Федорівка, Катюжанка. Загалом за час боїв за с. Рови 226-та дивізія втратила вбитими та пораненими 1215 осіб. Карта боїв, станом на 10 жовтня 1943 року викладена в галереї.
У лютому — березні 2022 року село було окуповане російськими загарбниками.

### Сьогодення
Діють школа, ФАП, магазин, клуб, ферма, лісопильня.[джерело?]

## Населення
Станом на 1989 рік у селі проживало 224 особи, серед них — 93 чоловіки та 131 жінка.
За даними перепису населення 2001 року, у селі проживало 159 осіб. Рідною мовою назвали:
| Мова       | Кількість осіб | Відсоток |
| ---------- | -------------- | -------- |
| українська | 156            | 98,11 %  |
| російська  | 3              | 1,89 %   |

## Галерея

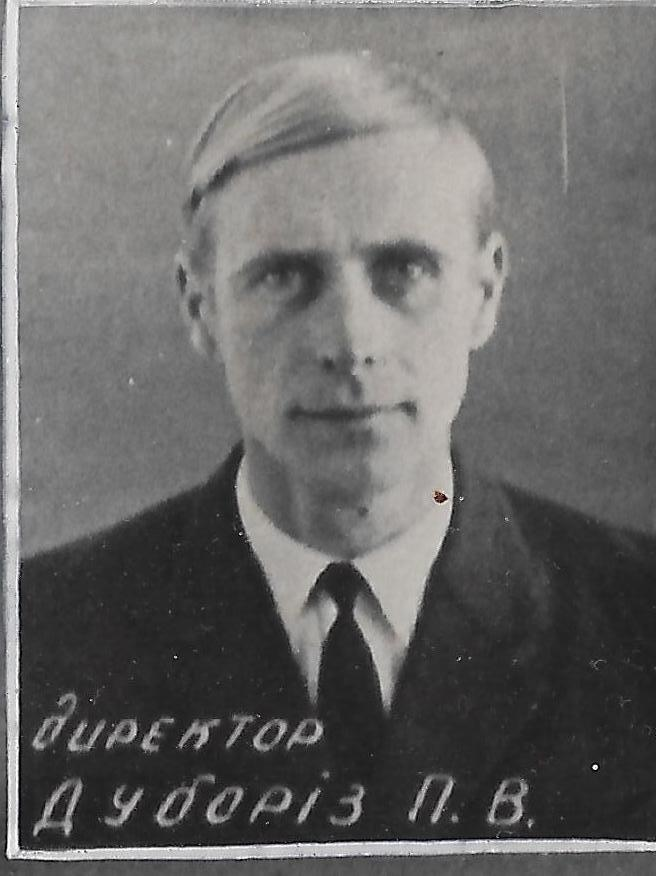
Дуборіз Петро Васильович, директор школи (1971—1977)
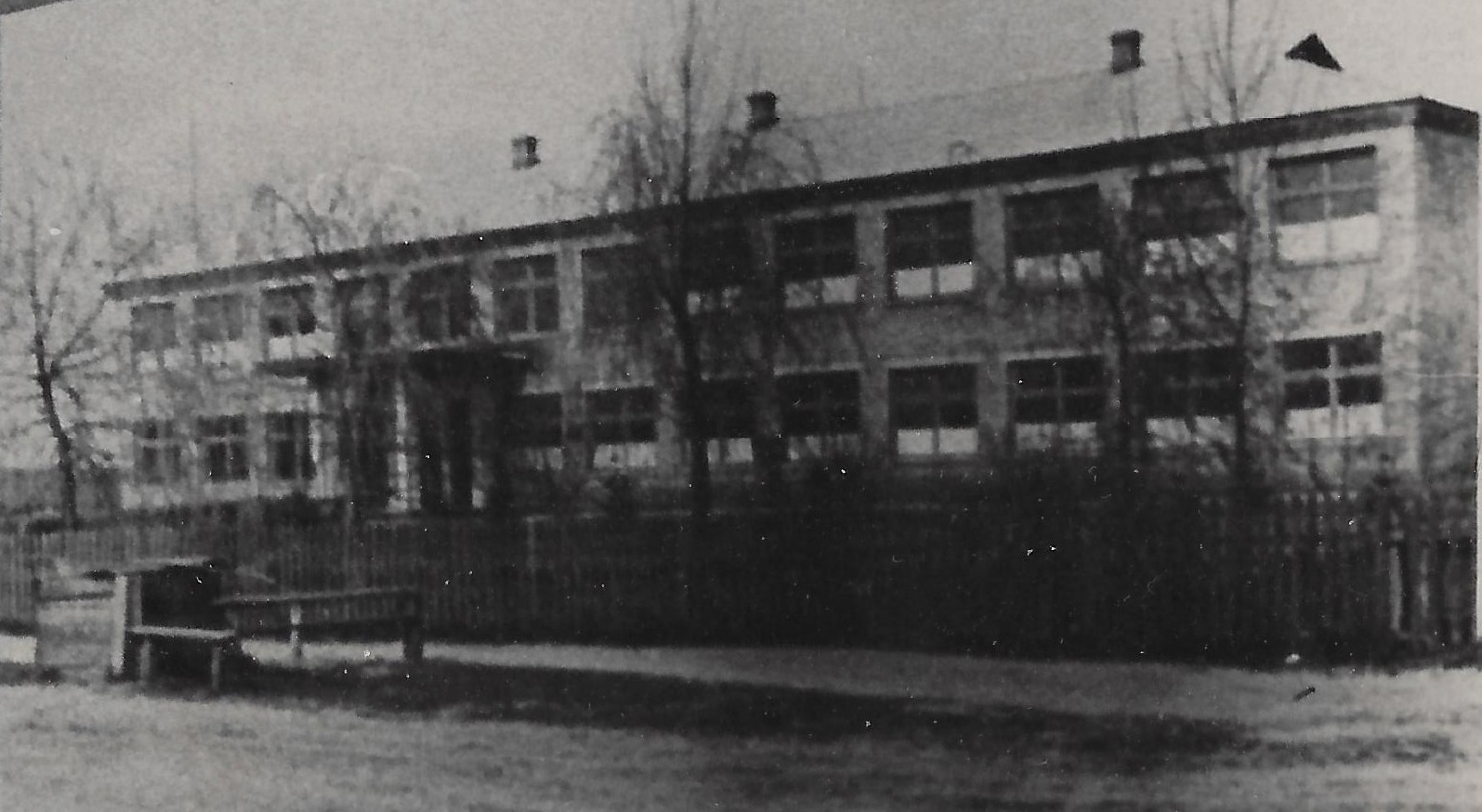
Ровівська школа, 1973
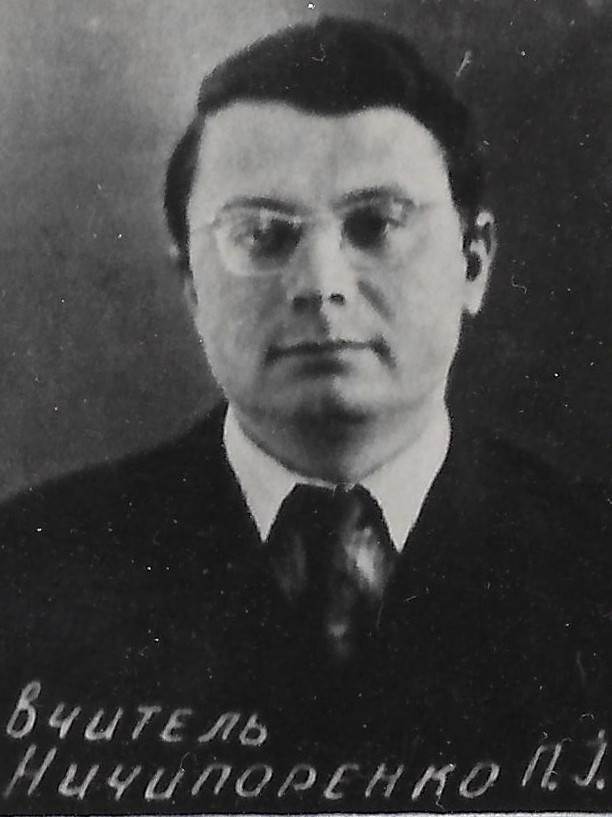
Нечипоренко Петро Іванович, директор школи (1979—1985)

### Село увечері

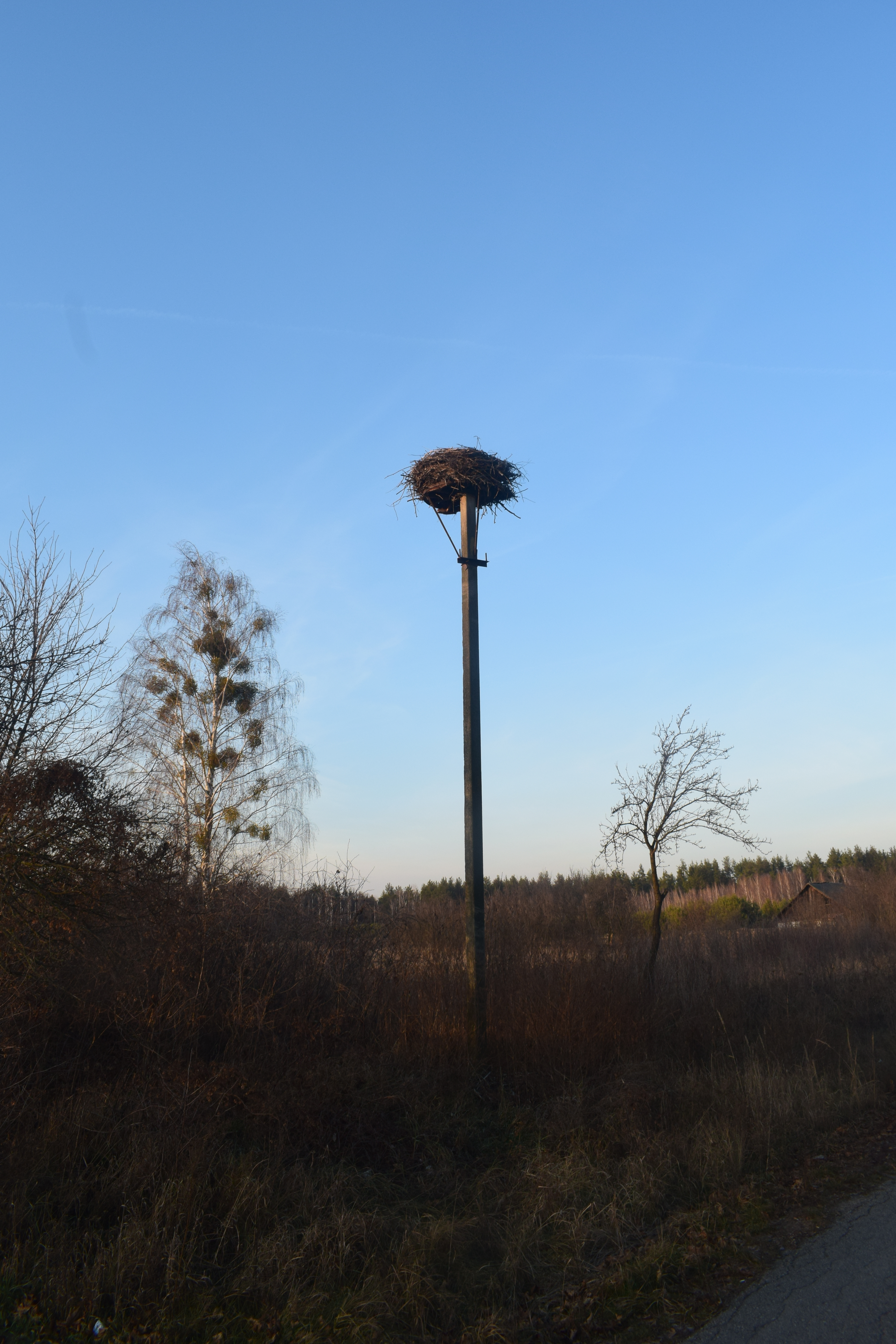
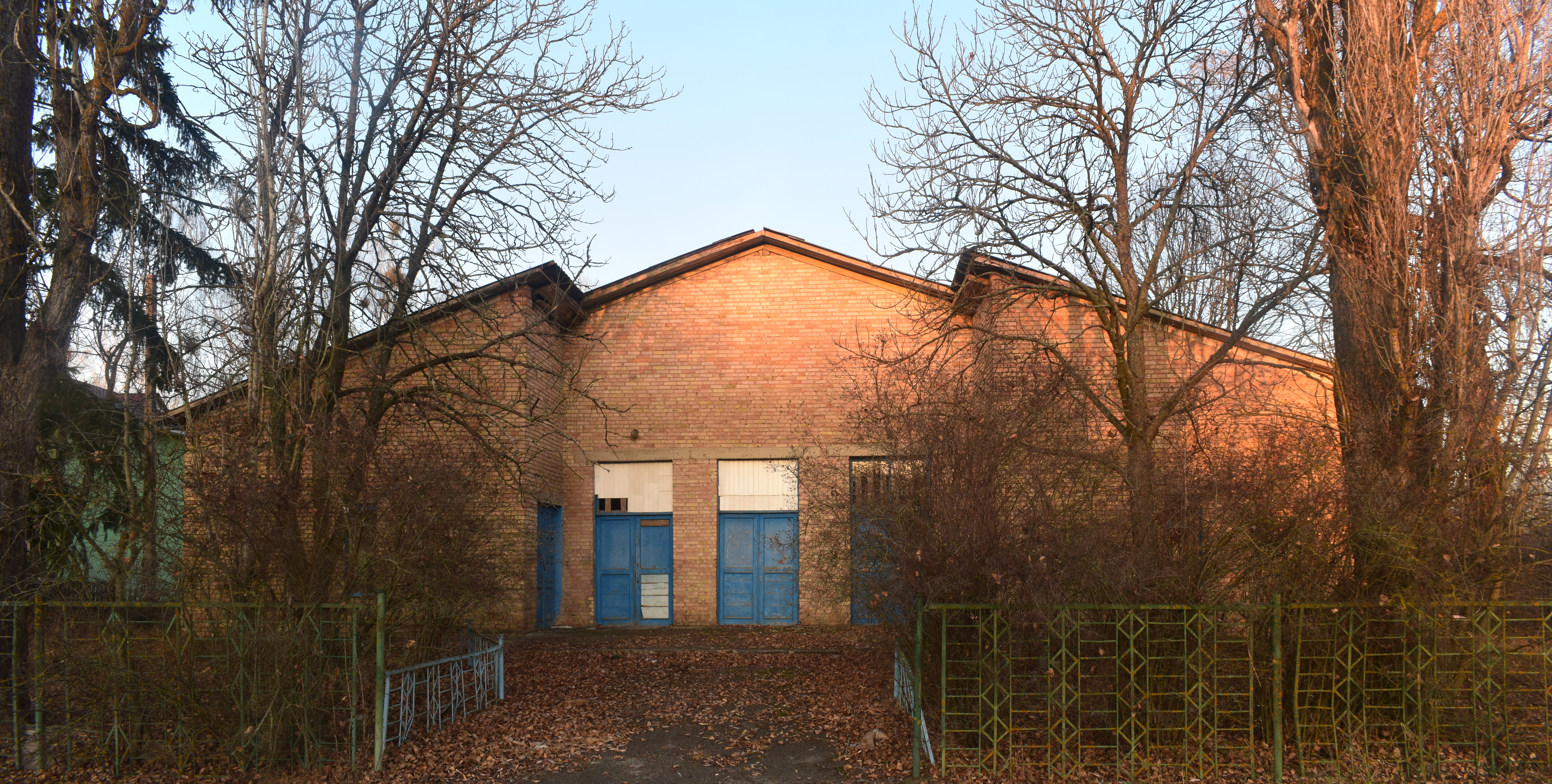
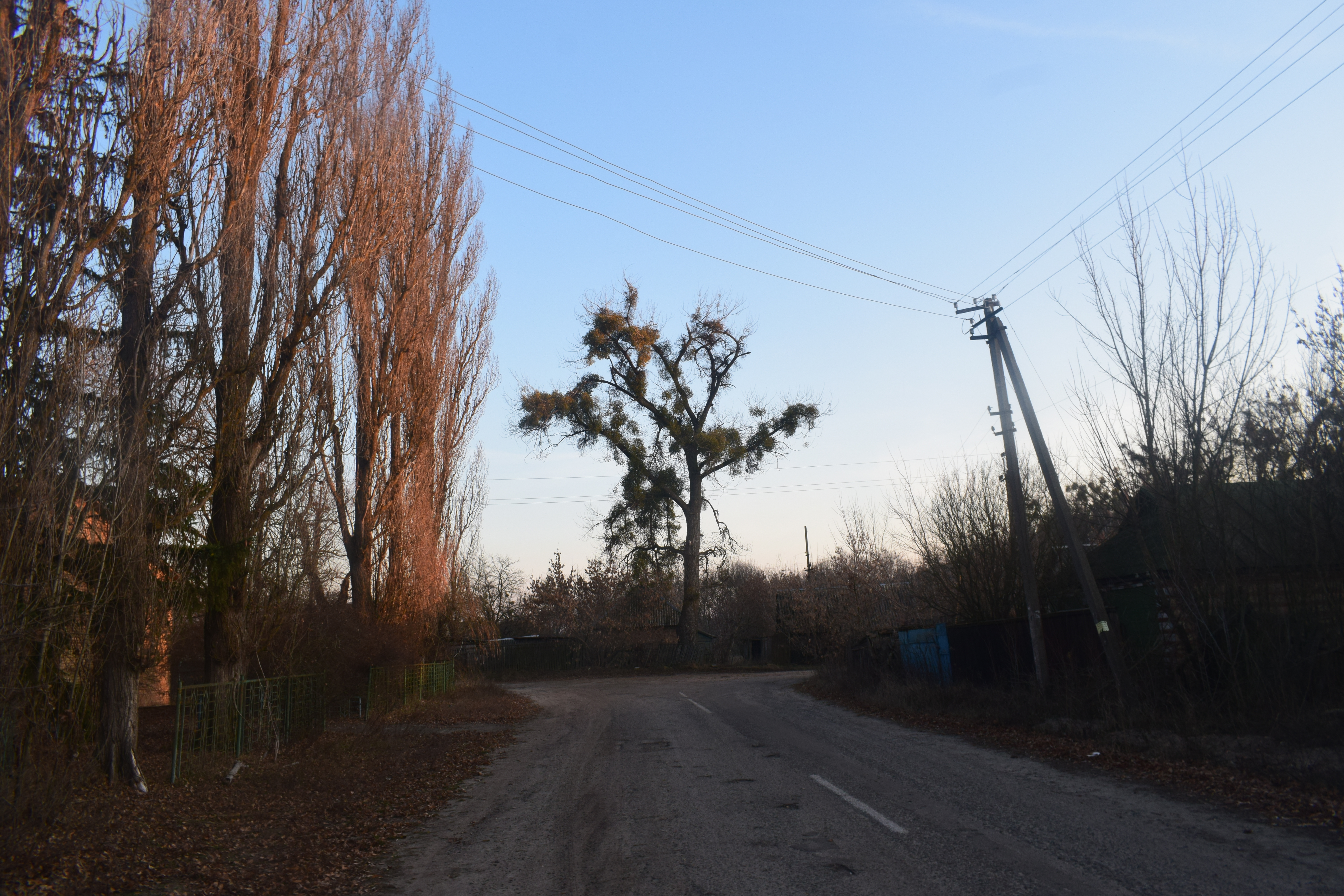
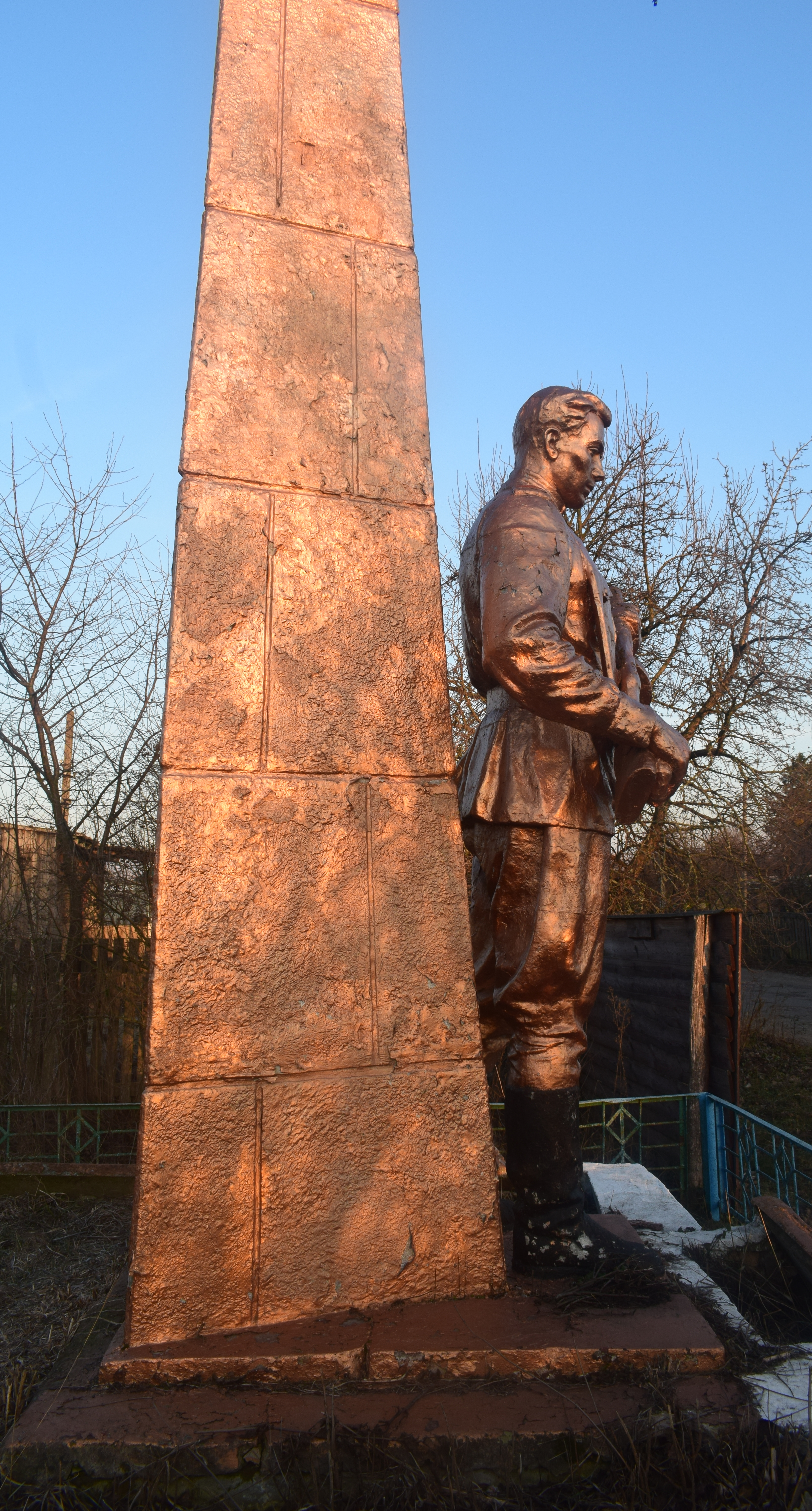
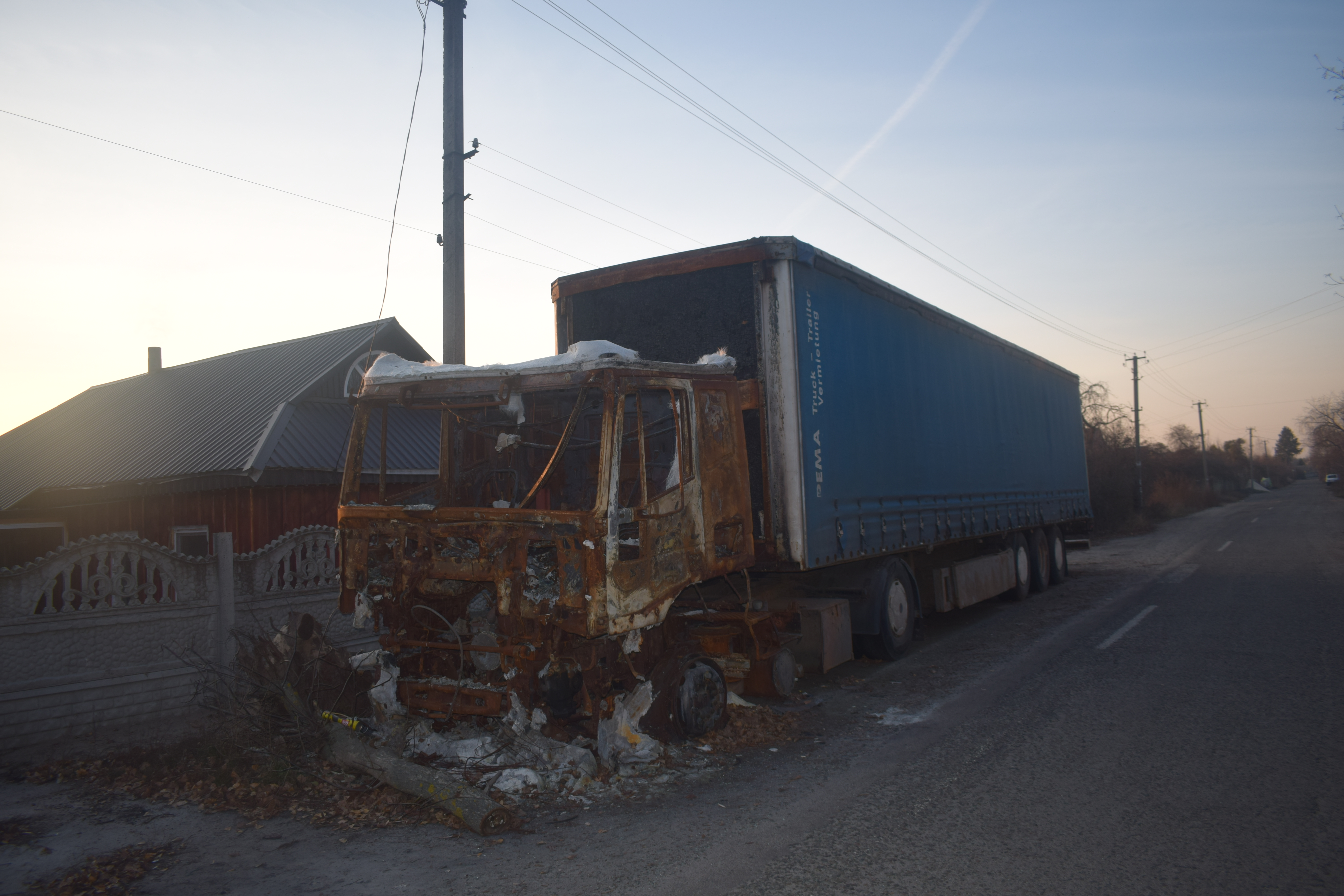
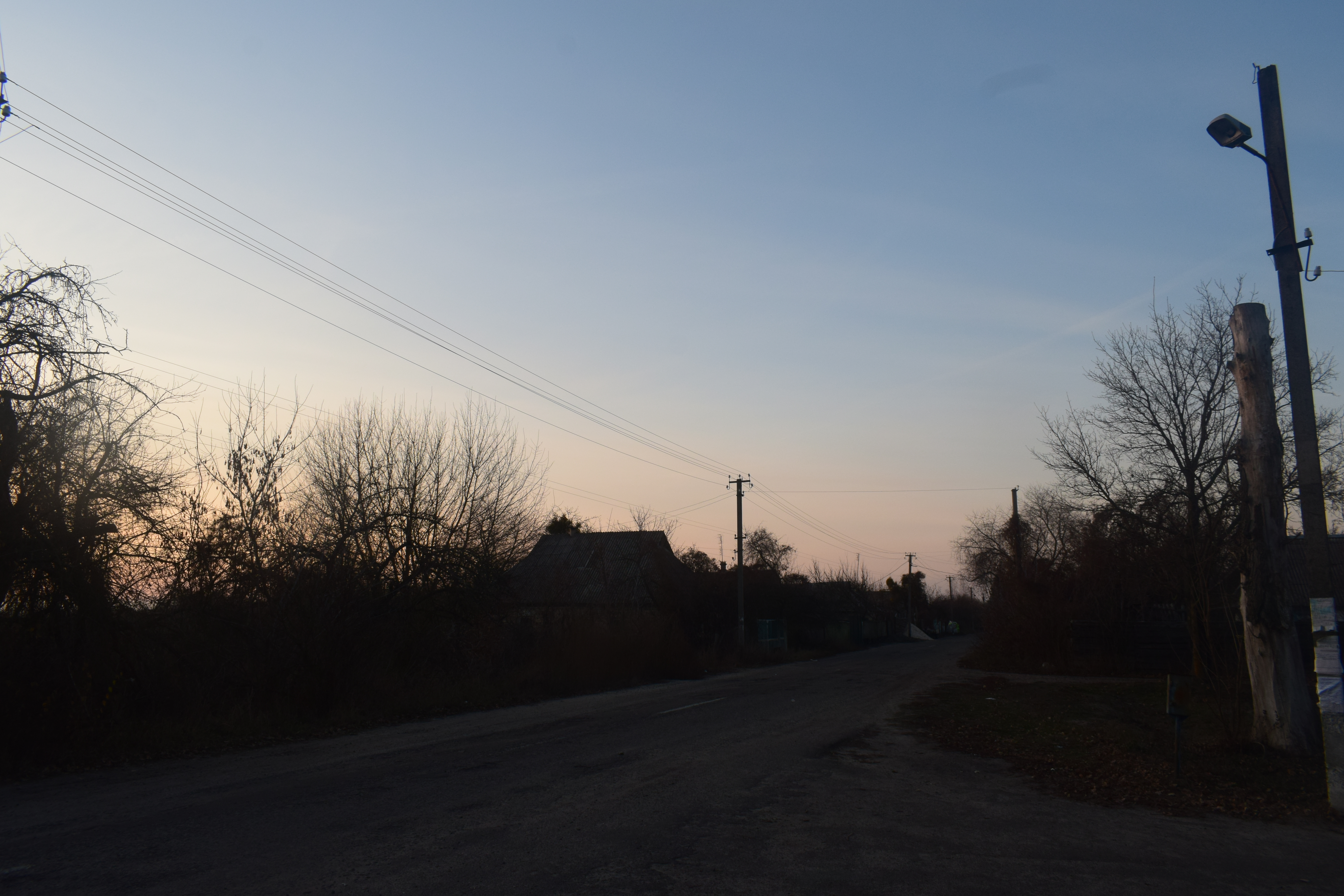